# Parafia Najświętszej Maryi Panny Królowej Polski w Bedoniu
Parafia Matki Bożej Królowej Polski w Bedoniu – parafia rzymskokatolicka, znajdująca się w archidiecezji łódzkiej, w dekanacie Łódź-Olechów.
Według stanu na miesiąc luty 2017 liczba wiernych w parafii wynosiła 5400 osób.